# Trackball

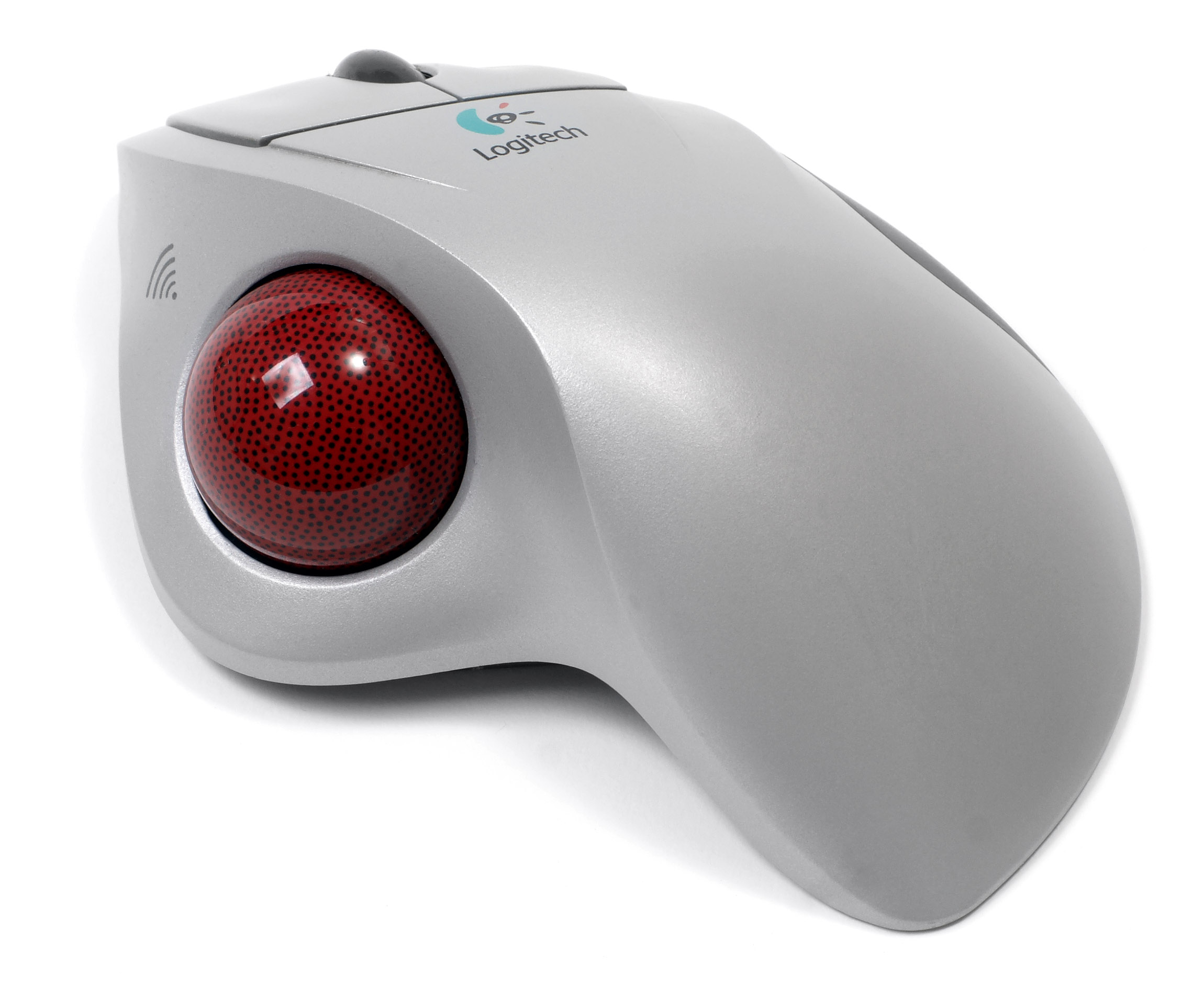
Kabellose Computermaus mit Trackball

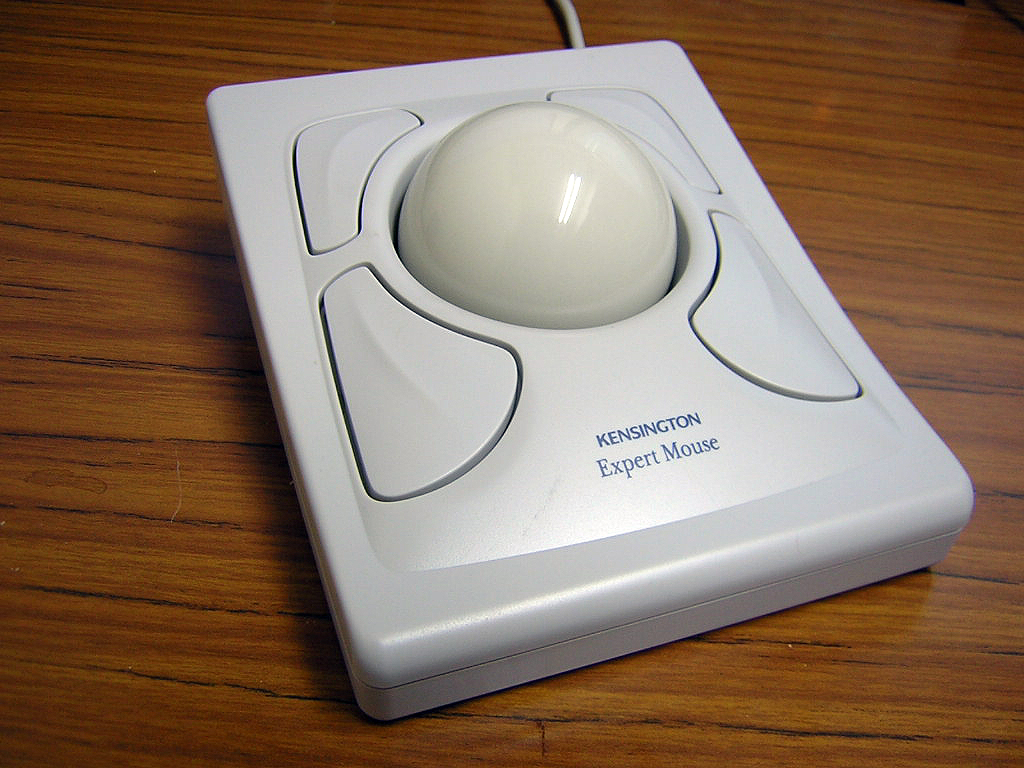
Trackball (beidhändig)

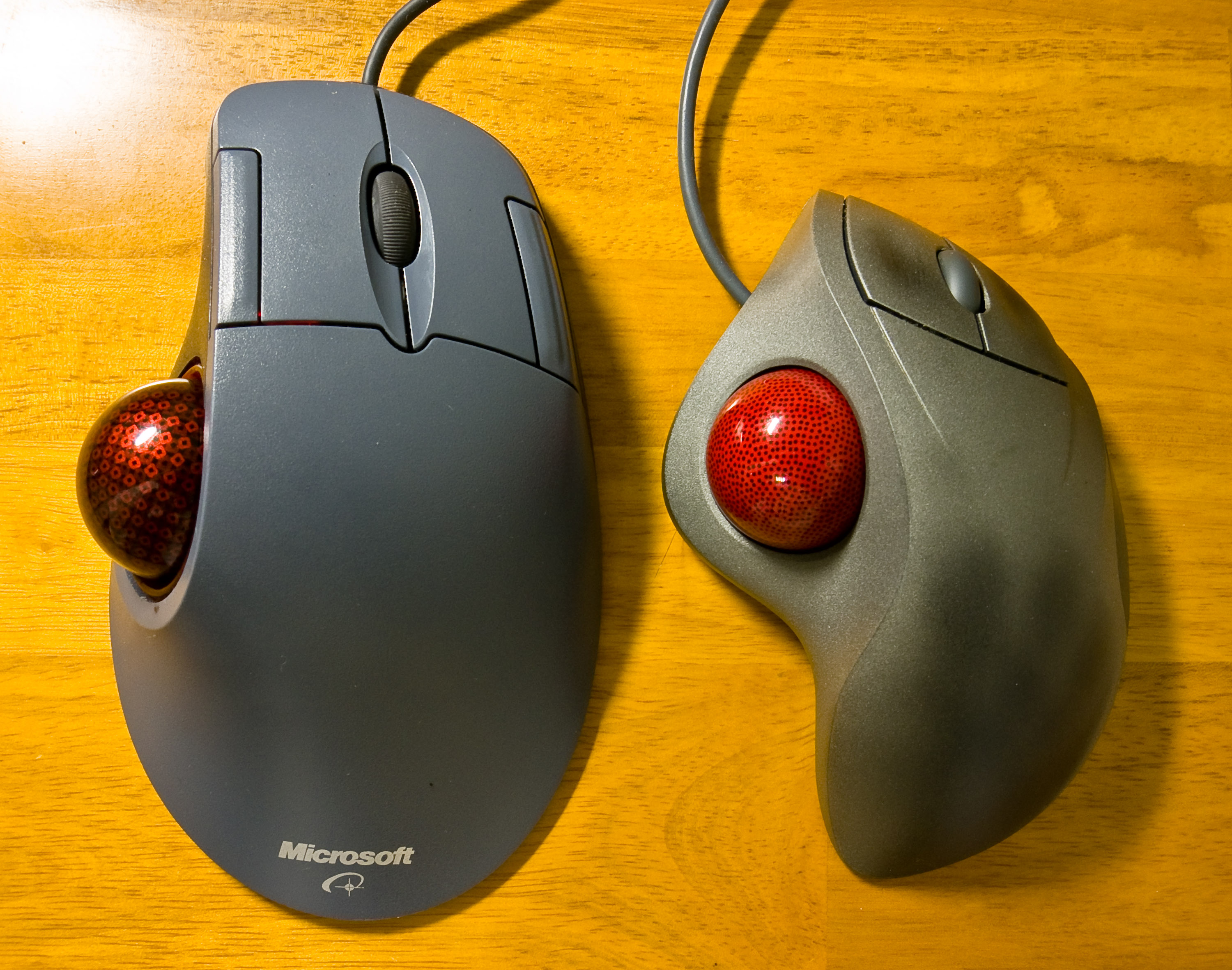
Trackballs für Daumensteuerung (Rechtshänder)

Ein Trackball (auch Track Ball, deutsch Rollkugel) ist ein Eingabegerät, das aus einem Gehäuse besteht, an das eine Kugel angebracht ist, die mit den Fingern bewegt wird. Im Gehäuse erfassen optomechanische oder optische Sensoren die Bewegung der Kugel entlang zweier Achsen. Im Desktop-Bereich werden heutzutage Trackballs weitgehend mit den gleichen Sensoren wie optische Mäuse ausgerüstet, im industriellen Bereich werden beide Techniken in etwa gleichem Maße eingesetzt. Der Trackball funktioniert wie eine auf den Rücken gelegte Computermaus.
Trackballs werden in verschiedenen Bauformen hergestellt. Bei einer gängigen ist die Kugel am oberen Ende des Gehäuses angebracht. Die Maustasten befinden sich links und rechts neben der Kugel. Diese Variante kann von Rechts- wie Linkshändern gleichermaßen benutzt werden.
Bei der im mittleren Bild gezeigten Bauform kommt die Handfläche auf einer handangepassten, konvexen Fläche zu liegen. An der Stelle, auf der der Daumen ruht, ist die Kugel angebracht, die den Mauszeiger steuert. An der Stelle, wo der Zeigefinger und der Mittelfinger aufliegen, befinden sich zwei bis vier Maustasten und ein Mausrad.

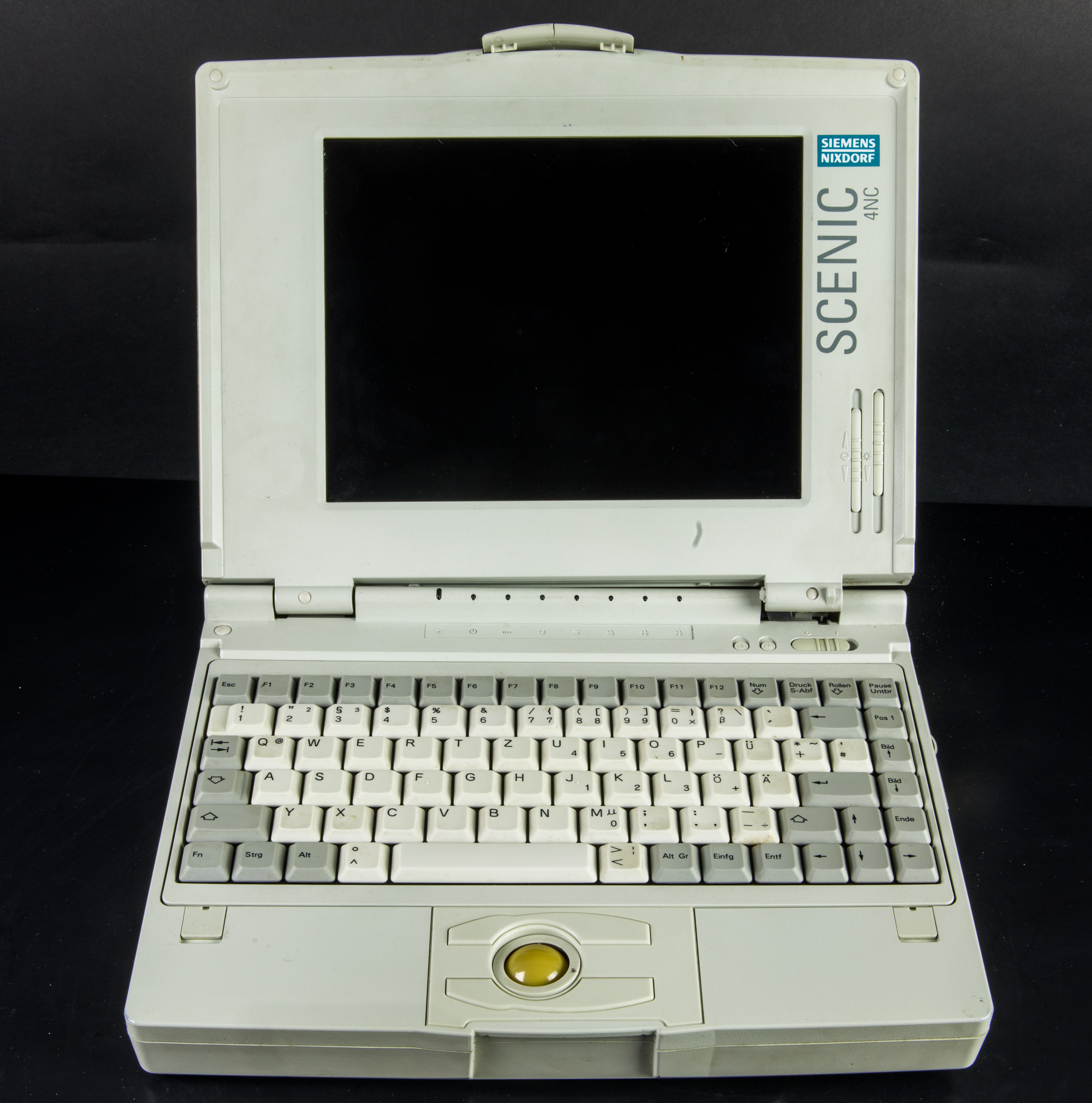
Siemens Scenic 4NC mit Trackball unterhalb der Tastatur

Viele ältere Notebooks haben fest eingebaute Trackballs. Heute werden in Notebooks stattdessen fast ausnahmslos Touchpads und Trackpoints eingesetzt.
Eine erste weitere Verbreitung fand der Trackball als Steuerungsinstrument für Arcade-Spiele wie Football (Atari, 1978) sowie Missile Command und Centipede (beide Atari, 1980). Ein weiteres bekanntes Spiel ist Marble Madness (1984), bei dem man eine Kugel auf dem Bildschirm steuern muss.

## Anwendungsbereiche von Trackballs

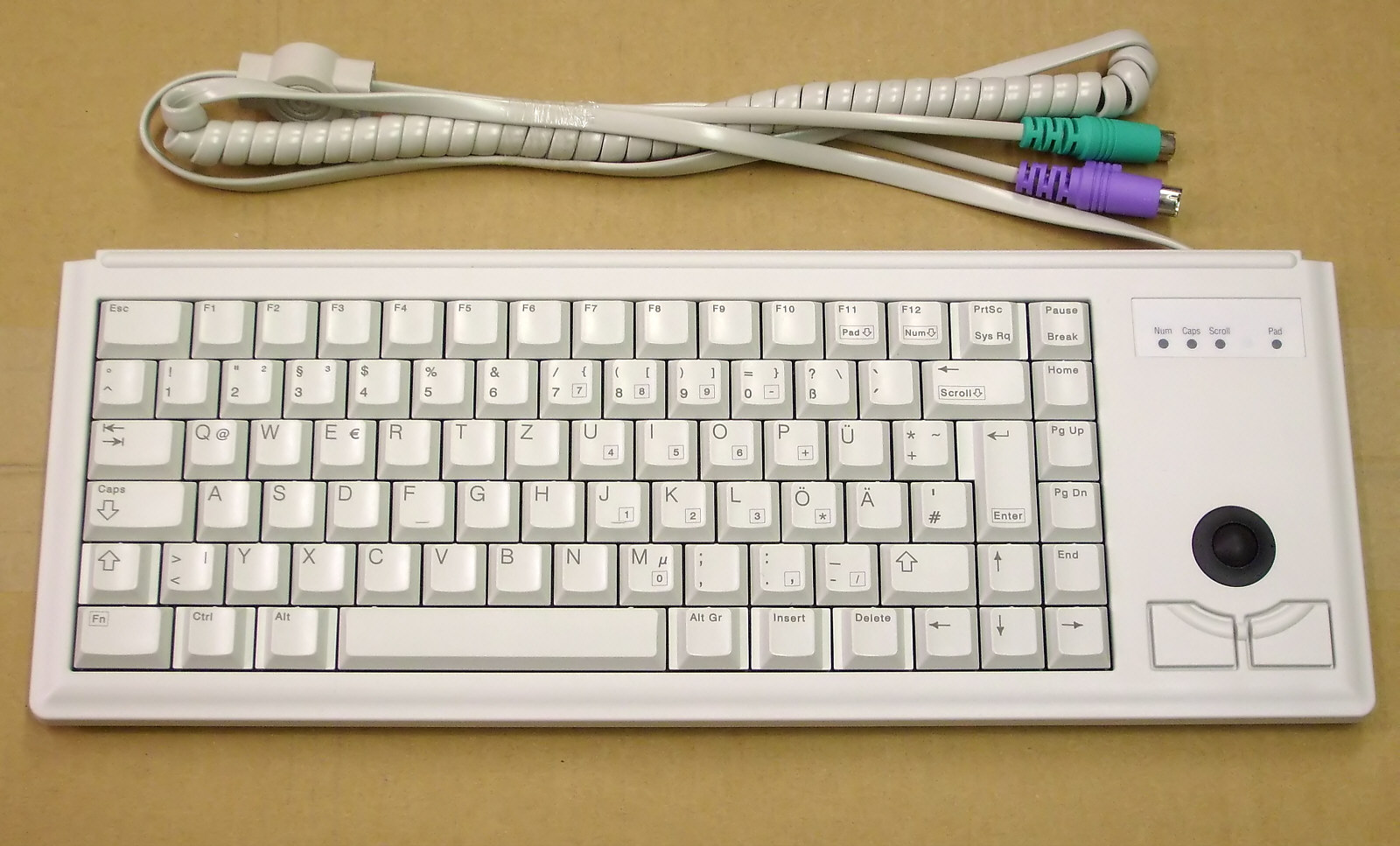
Computertastatur mit integriertem schwarzem Trackball für 19″-Schränke

Der Vorteil des Trackballs ist, dass sich nur wenige Finger zu bewegen brauchen und die Hand ruhig gelagert ist. Daher kann er bei gesundheitlichen Problemen (Sehnenscheidenentzündung oder Karpaltunnelsyndrom) eine Alternative zur Verwendung einer üblichen Computermaus sein. Der Platzbedarf des Trackballs ist nur der des Gerätes selbst und somit normalerweise geringer als der einer Maus, die Bewegungsspielraum benötigt. Des Weiteren wird oft erwähnt, dass man einen Trackball genauer führen kann als eine übliche Computermaus, was in bestimmten Computeranwendungen von Vorteil sein kann.
Trackballs werden häufig in industriellen Anwendungen und öffentlichen Terminals verwendet, da sie sich gegenüber Mäusen viel leichter gegen Umwelteinflüsse abdichten lassen und robuster gegen Vandalismus sind. So sind z. B. Trackballs aus Edelstahl und wasser- sowie staubdichte Ausführungen verfügbar. Der feste Einbau ist für den Einsatz in rauer Umgebung (z. B. auch in Fahrzeugen) besser geeignet als eine Maus, die nur über ein Kabel mit dem System verbunden ist. Gleiches gilt für Anwendungen mit eingeschränkter bzw. fest strukturierter Arbeitsfläche, beispielsweise zur Bedienung von Radarsystemen, Ultraschallgeräten, modernen Mischpulten oder Leitsystemen.
In bewegter Umgebung (z. B. Schiff) haben Trackballs den Vorteil, dass sie fest an einem Ort bleiben und sich nicht frei und unkontrolliert über die Arbeitsfläche bewegen.
Eine wichtige Hilfe stellen Trackballs für Menschen mit körperlichen oder neurologischen Behinderungen dar. Für diesen speziellen Verwendungszweck sind Trackballs mit besonders großen Kugeln und einstellbarer Empfindlichkeit entwickelt worden. Für Menschen ohne Hand- oder Fingerfunktion stehen Trackballs für Kinnsteuerung zur Verfügung. Für diesen Personenkreis gibt es außerdem modifizierte Trackballs für die Ansteuerung mit der Zunge.